# Folkmar von Utrecht
Folkmar von Utrecht (kurz: Bobbo, Popo, Poppo) († 11. Dezember 990) war ab 976 Bischof von Utrecht.
Sein Vater war der Pfalzgraf Adalbero von Sachsen.
Er gehörte dem Domkapitel Hildesheim an. Seinen Neffen Bernward schickte er dort in die Domschule.
975 wurde er Kanzler Kaiser Ottos II., der ihn 976 zum Bischof erhob.
977/78 wurde ihm die Bewachung Heinrichs des Zänkers und Egberts des Einäugigen, nach ihrem missglückten Aufstandsversuch, in Utrecht anvertraut.
Nach dem Tod Ottos II. im Dezember 983 ließ Folkmar Heinrich frei und schloss sich ihm an. Anfang April 984 wurde er von Heinrich, als seinem Vertreter, nach Werla (Pfalz der Ottonen, etwa 15 km von der Asselburg entfernt) vorausgeschickt, um mit seinen Gegnern, den Anhängern Ottos III. zu verhandeln. 
Vor 987 bot er Bernward die Abtswürde in Deventer an.